# Pinguicula debbertiana
Pinguicula debbertiana är en tätörtsväxtart som beskrevs av F. Speta och F. Fuchs. Pinguicula debbertiana ingår i släktet tätörter, och familjen tätörtsväxter. Inga underarter finns listade i Catalogue of Life.